# Pollenzo
Pollenzo est une frazione ou faubourg associé à la commune d'Italie de Bra. Elle est située dans la province de Coni, dans la région du Piémont, dans le nord-ouest de l'Italie.

## Histoire
Pollenzo est l'ancienne cité antique romaine de Pollentia citée par Pline l'Ancien, fondée au IIe siècle av. J.-C. Elle fut le lieu de la bataille de Pollentia qui eut lieu le 6 avril 402 et opposa les Romains commandés par le général Stilicon aux Wisigoths commandé par le chef Alaric Ier. De cette époque antique, restent les ruines d'un amphithéâtre, d'un théâtre, d'une nécropole, d'un aqueduc et d'un temple dédié à la déesse Diane.
Le roi de Sardaigne, Charles-Albert de Sardaigne, fit édifié le château de Pollenzo entre 1832 et 1848.
Le 9 mai 1946, le roi Victor-Emmanuel III abdiqua et prit le titre de comte de Pollenzo.

## Géographie
Pollenzo forme un village au sein de la commune de Bra, situé sur la rive gauche de la rivière Tanaro à une quinzaine de kilomètres de la ville d'Alba.
Le bourg compte 748 habitants.
Le bourg possède une grande école d'enseignement supérieur dénommée université des sciences gastronomiques.

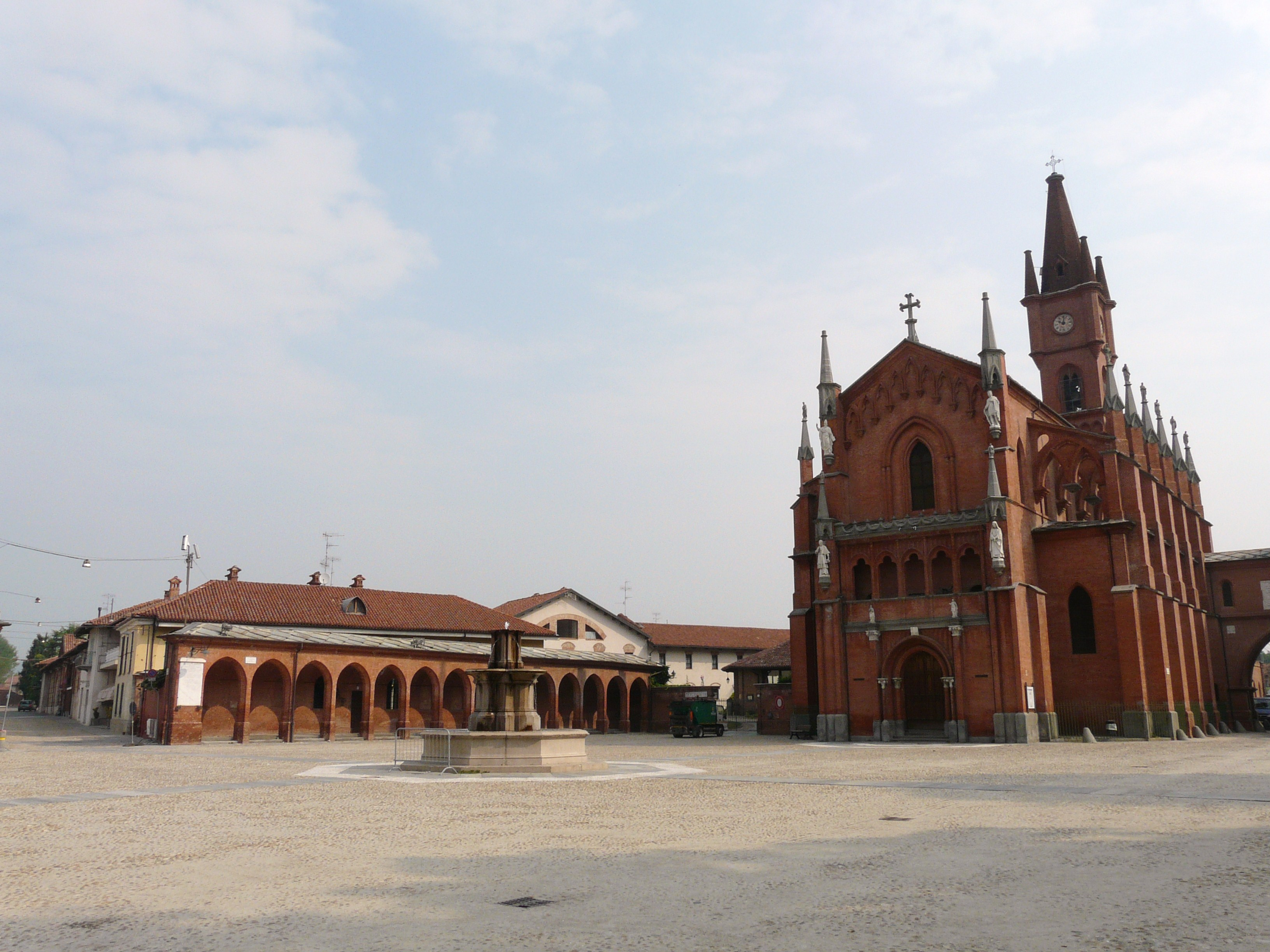
L'église de San Vittore et la place Vittorio Emanuele II.

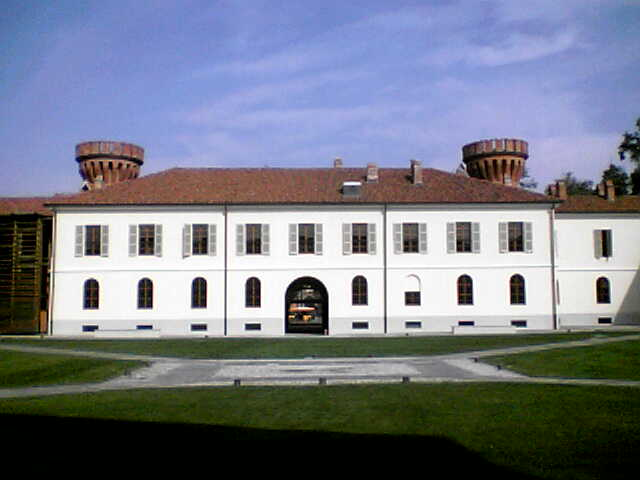
L'université des sciences gastronomiques à Pollenzo.